# 中華民國斐陶斐榮譽學會
斐陶斐榮譽學會（英語：Honor society）是中華民國勵學會性質之高等教育相關組織。成立於1921年5月25日中華民國大陸時期的上海公共租界青年會，初名為「中國斐陶斐勵學會」，由國立北洋大學美國籍教授愛樂斯（Joseph H. Ehlers）發起。學會名稱取自哲學、工學、理學之希臘文字首、，將中文名稱定為斐陶斐。1964年在台灣臺北市復會時更為現名，1995年後開始舉辦「中華民國斐陶斐榮譽學會傑出成就獎」。截至2022年目前在臺灣總共有57所大專院校分會，會員7萬多人。

## 歷史沿革

### 中國大陸時期

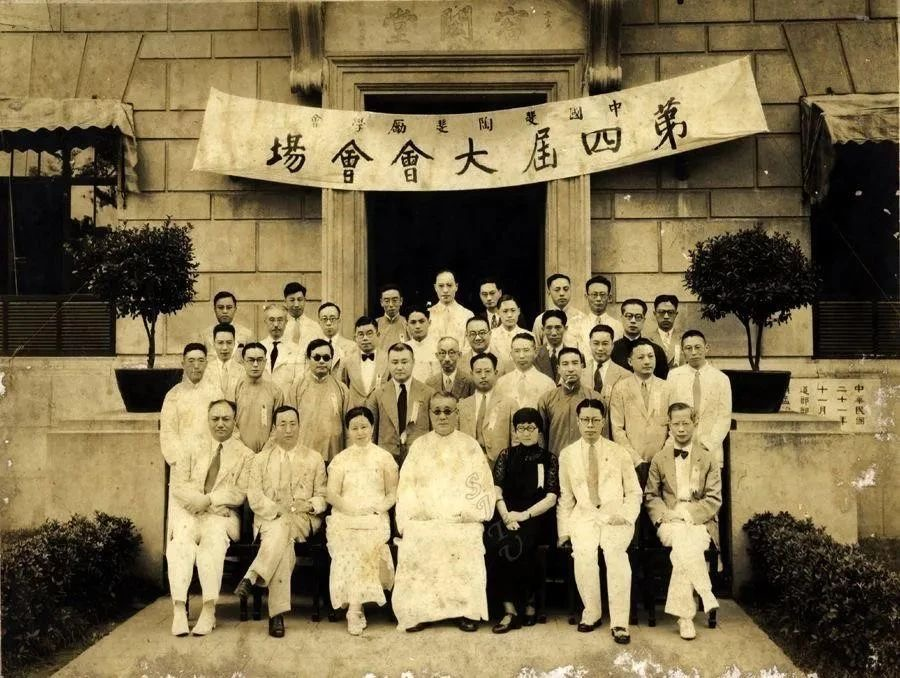
1937年7月2日，中国斐陶斐励学会第四届大会，前排正中间为会长、南开大学校长张伯苓，前排右二为副总干事、南开大学教授杨石先，二排左四为北洋大学校长李书田

1922年5月4日，「中國斐陶斐勵學會」在上海召开了第一届全国大会，制定了组织章程选举会员。國立東南大學校長郭秉文为会长，唐山交通大學教授李斐英、燕京大學校長司徒雷登为副会长，聖約翰大學牛惠生为总干事，上海交通大學校長張廷金为副总干事，金陵大學包文、南开大学校长张伯苓、聖約翰大學卜舫濟为委员。
1923年，北洋大学毕业生李书田以优异成绩毕业，被评为“中国斐陶斐励学会会员”。
1932年，南开大学校长张伯苓当选斐陶斐励学会全国总会会长。1934年，南开大学正式成立南开大学斐陶斐励学会。
1937年7月2日，中国斐陶斐励学会在上海交通大学总办公厅召开第四届大会。会长、南开大学校长张伯苓，副总干事、南开大学教授杨石先，北洋大学校长李书田等出席。
1949年中國共產黨逐漸控制中國大陸、中華民國國民政府遷台後，學會停止運作。

### 台灣時期
1964年在台灣復會運作，並更名為斐陶斐榮譽學會。
1995年後開始舉辦「中華民國斐陶斐榮譽學會傑出成就獎」以表揚有卓越成就之斐陶斐會員。

## 歷任會長
依據官網所示，列舉斐陶斐榮譽學會在台復會後歷任會長如下：
| 任次 | 姓名           | 校長職                     | 任期                  |
| ---- | -------------- | -------------------------- | --------------------- |
| 1    | 凌鴻勛         | 大陸榮譽會員               | 1965-1966年           |
| 2    | 石超庸         | 東吳大學                   | 1966-1967年           |
| 3    | 陳可忠         | 國立政治大學               | 1967-1968年           |
| 4    | 蔣彥士         | 教育部部長                 | 1968-1969年           |
| 5    | 吳德耀         | 東海大學                   | 1969-1970年           |
| 6    | 羅雲平         | 國立成功大學               | 1970-1971年           |
| 7    | 徐賢修         | 國立清華大學               | 1971-1972年           |
| 8    | 閻振興         | 國立臺灣大學               | 1972-1973年           |
| 9    | 端木愷         | 東吳大學                   | 1973-1974年           |
| 10   | 謝明山         | 東海大學                   | 1975-1976年           |
| 11   | 盛慶琜         | 國立交通大學               | 1977-1978年           |
| 12   | 張宗良         | 國立臺灣師範大學           | 1978-1979年           |
| 13   | 李新民         | 國立中央大學               | 1979-1980年           |
| 14   | 歐陽勛         | 國立政治大學               | 1981-1982年           |
| 15   | 夏漢民         | 國立成功大學               | 1982-1983年           |
| 16   | 李崇道         | 國立中興大學               | 1983-1984年           |
| 17   | 羅光           | 輔仁大學                   | 1984-1985年           |
| 18   | 毛高文         | 國立清華大學               | 1985-1986年           |
| 19   | 張建邦         | 淡江大學                   | 1986-1987年           |
| 20   | 梅可望         | 東海大學                   | 1987-1988年           |
| 21   | 廖英鳴         | 逢甲大學                   | 1988-1989年           |
| 22   | 尹士豪         | 中原大學                   | 1989-1990年           |
| 23   | 林基源         | 國立中山大學               | 1990-1992年           |
| 24   | 孫震           | 國立臺灣大學               | 1992-1993年           |
| 25   | 鄧啟福         | 國立交通大學               | 1993-1995年           |
| 26   | 林清江、沈君山 | 國立中正大學、國立清華大學 | 1995-1996年           |
| 27   | 鄭丁旺         | 國立政治大學               | 1997-1999年           |
| 28   | 馬遜           | 華梵大學                   | 1999-2001年           |
| 29   | 詹世弘         | 元智大學                   | 2001-2003年           |
| 30   | 羅仁權         | 國立中正大學               | 2003-2005年           |
| 31   | 黃文樞         | 國立東華大學               | 2005-2007年           |
| 32   | 李嗣涔         | 國立臺灣大學               | 2007-2009年           |
| 33   | 吳思華         | 國立政治大學               | 2009-2011年           |
| 34   | 蔣偉寧         | 國立中央大學               | 辭任；未履任          |
| 35   | 陳力俊         | 國立清華大學               | 2012年-2013年         |
| 36   | 楊泮池         | 國立臺灣大學               | 2013年-2015年         |
| 37   | 蕭介夫         | 義守大學                   | 2015年-2017年         |
| 38   | 周行一         | 國立政治大學               | 2017年-2018年（辭職） |
| 39   | 江漢聲         | 輔仁大學                   | 2018年-2019年         |
| 40   | 賀陳弘         | 國立清華大學               | 2020年-2021年         |
| 41   | 顏家鈺         | 國立臺灣科技大學           | 2022年-2023年         |
| 42   | 李蔡彥         | 國立政治大學               | 2024年-現任           |